# Felicia Provost
Felicia Provost (Houston, Texas; 17 de septiembre de 1987) es una modelo estadounidense que inició su carrera en el ciclo 8 del reality show America's Next Top Model (ANTM). 

## Biografía
Felicia Provost de Houston, Texas, trabajó antes como asociada de ventas. Además, ha sido entrenada en el baile, y antes de ser una concursante del octavo ciclo de America's Next Top Model, había modelado en solo un desfile de modas. Se formó en danza, y eso permitió que fuera bailarina para un artista llamado Aston. Ella aun tiene lazos amistosos con algunas de sus colegas, de Top Model, es decir, Dionne, Cassandra y Kathleen. 
Después de la alentadora idea de su familia de participar en America's Next Top Model, Felicia finalmente decidió entrar en la serie de realidad popular, durante su octavo ciclo. Ella había producido fotos muy fuertes al principio, pero cuando falló durante " la escena de crimen ", los jueces bruscamente acabaron con el viaje de Felicia a la acción de hacerse la siguiente ganadora de la competencia. Su eliminación enormemente impresionó a Felicia, que creía que a pesar de su cuarta pobre foto, ella conseguiría quedarse ya que su funcionamiento anterior era más fuerte que otras muchachas restantes. Felicia fue la cuarta contendiente que fue enviada a casa.

## Carrera luego de ANTM
Firmó un contrato con Elite Model Management, con quien ha hecho varios desfiles y eventos. En el 2009 trabajo junto a Brittany Jursic y Carly Russ para Steve & Barry’s.